# Węgrzy na Ukrainie
Węgrzy na Ukrainie – grupa obywateli Ukrainy deklarujących narodowość węgierską. Według oficjalnych danych jej liczebność wynosi 156,6 tysięcy. Są siódmą co do wielkości diasporą węgierską na świecie. Najwięcej ukraińskich Węgrów mieszka w obwodzie zakarpackim. Na obszarze wzdłuż granicy ukraińsko-węgierskiej (Dolina Cisy) Węgrzy stanowią większość.

## Rys historyczny
Dzisiejsze terytorium Zakarpacia było częścią Królestwa Węgier od momentu jego powstania w roku 1000. Od 1867 Węgry były częścią Austro–Węgier, aż do jego upadku pod koniec I wojny światowej. Po klęsce pozostałych armii węgierskich w 1919 Konferencja Pokojowa w Paryżu zawarła traktat w Trianon, który przyznał Zakarpacie nowo powstałej Czechosłowacji jako Rusi Podkarpackiej, jednej z czterech głównych regiony Czechosłowacji. Pozostałymi regionami były Czechy, Morawy i Słowacja.
Podczas niemieckiej okupacji Czechosłowacji w czasie II wojny światowej, południowa część regionu została przyznana w ramach pierwszego arbitrażu wiedeńskiego. Po zajęciu Czech i Moraw 15 marca 1939 i słowackiej deklaracji niepodległego państwa, Ruś ogłosiła niepodległość (Karpato-Ukraina), ale została natychmiast zajęta, a później zaanektowana przez Węgry.
W 1944 Armia Czerwona przekroczyła granice Czechosłowacji sprzed 1938 roku. Wówczas władze ZSRR odmówiły władzom czechosłowackim przywrócenie kontroli nad regionem. W czerwcu 1945 prezydent Edvard Beneš formalnie podpisał traktat scedujący ten obszar do Związku Radzieckiego. Po rozpadzie ZSRR region ten stał się częścią niepodległej Ukrainy jako Obwód zakarpacki.

## Sytuacja Węgrów na Ukrainie

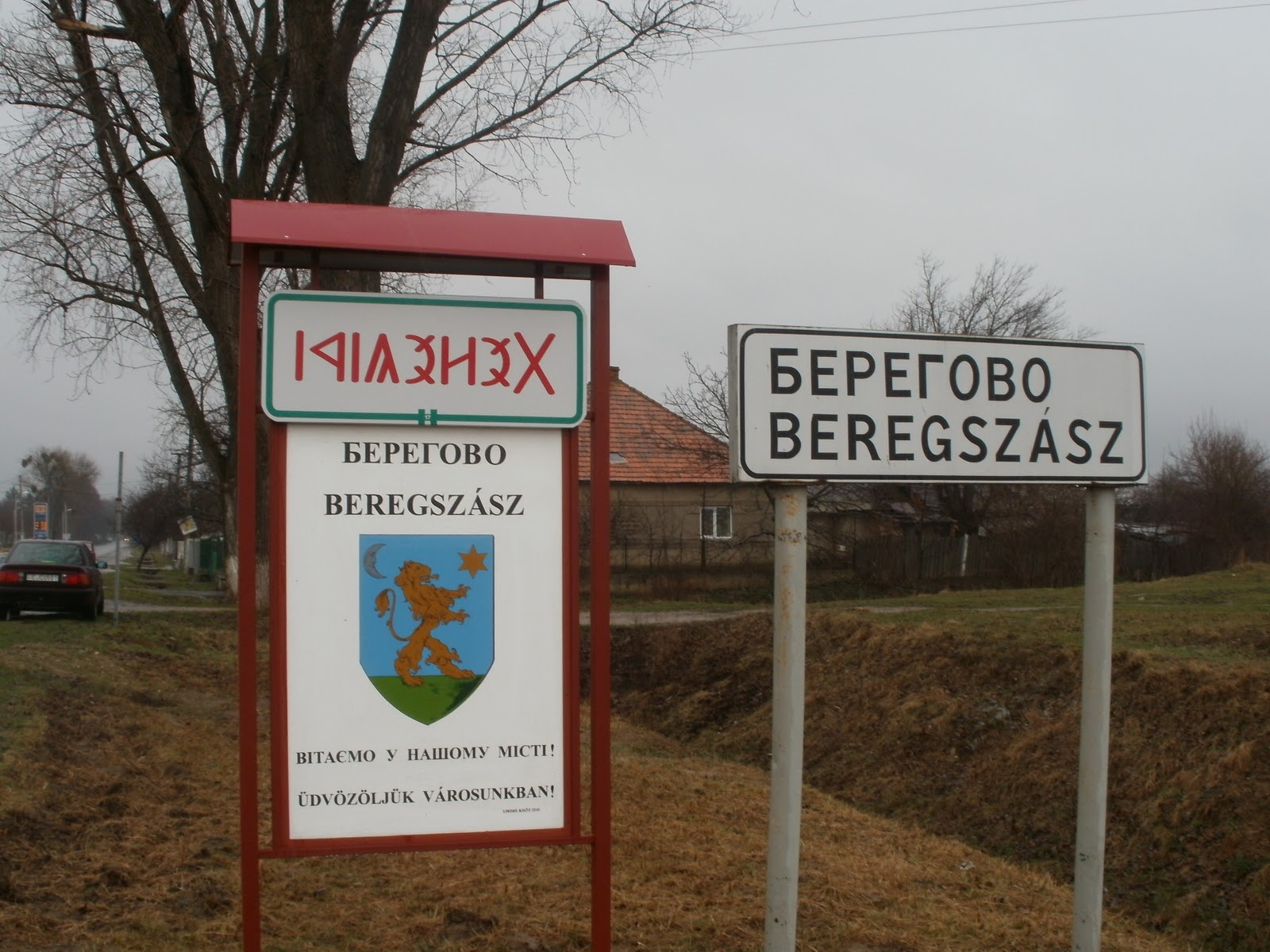
Znak w Berehowo na Ukrainie w języku węgierskim.

Węgry były jednym z pierwszych krajów, które uznały niepodległość Ukrainy. Ówczesny prezydent Węgier, Árpád Göncz, został zaproszony do odwiedzenia regionu, a wspólna deklaracja, po której w grudniu 1991 podpisano traktat państwowy, przyznała, że etniczna mniejszość węgierska ma prawa zbiorowe i indywidualne. Traktat przewidywał zachowanie ich tożsamości etnicznej, kulturowej, językowej i religijnej. Przewidywał też edukację na wszystkich poziomach w języku ojczystym oraz udział etnicznych Węgrów we władzach lokalnych zajmujących się sprawami mniejszości.
Od 2017 roku stosunki węgiersko-ukraińskie gwałtownie się pogorszyły w związku z kwestią ukraińskiego prawa oświatowego. Ukraińska ustawa oświatowa z 2017 r. wprowadziła nauczanie dwujęzyczne w języku ukraińskim i języku mniejszości od piątej klasy w szkołach państwowych, w których uczą się dzieci należące do mniejszości narodowych, których język ojczysty jest jednym z oficjalnych języków Unii Europejskiej, w miejsce dotychczasowego nauczania w języku mniejszości. Ustawa została przyjęta za granicą z zaniepokojeniem. Sytuacja od tego czasu jest problematyczna, ponieważ Węgry nadal blokują próby integracji Ukrainy z UE i NATO w związku ze sporami o prawa mniejszości węgierskiej.

## Demografia

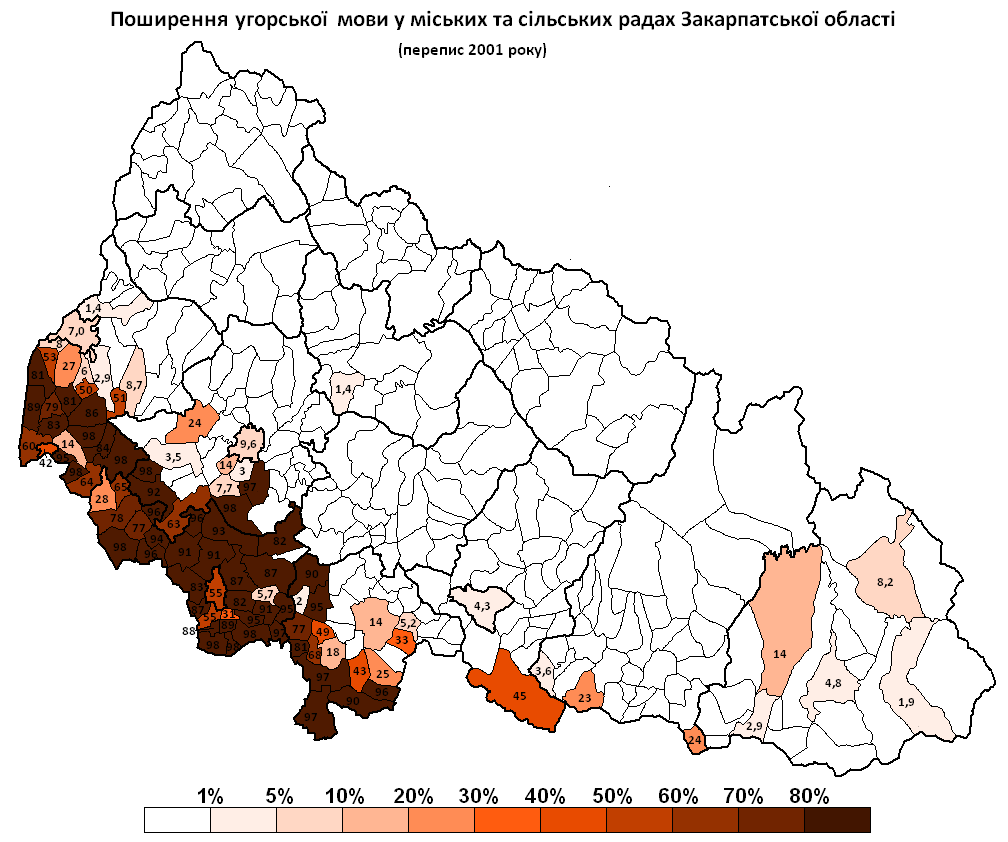

| Rejon     | Populacja | Liczba etnicznych Węgrów | % całej populacji |
| --------- | --------- | ------------------------ | ----------------- |
| Użhorod   | 115 600   | 8000                     | 6,9%              |
| Berehowo  | 26 600    | 12800                    | 48,1%             |
| Mukaczewo | 81 600    | 7000                     | 8,5%              |
| Chust     | 31 900    | 1700                     | 5,4%              |
| Czop      | 8 920     | 3496                     | 39,2%             |

## Sławni Węgrzy na Ukrainie
- Tyberij Popowicz
- Wasyl Rac
- Isztwan Sekecz
- Jożef Sabo
- Ernest Kesłer
- Ołeksandr Nad´